# Meghan McCainová

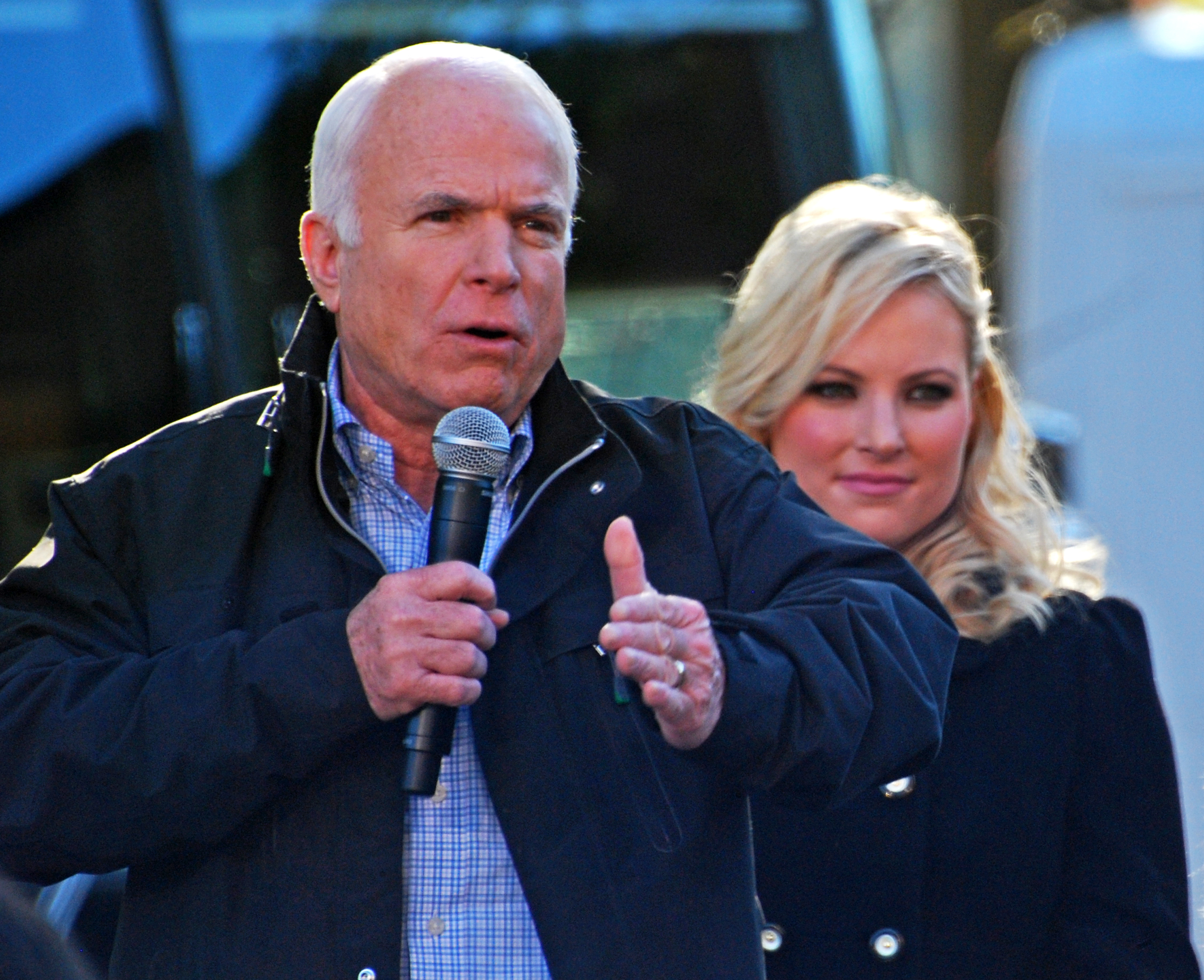
S otcem Johnem McCainem v závěru jeho prezidentské kampaně, Elyria, Ohio, 30. října 2008

Meghan Marguerite McCainová (* 23. října 1984 Phoenix, Arizona) je americká sloupařka, spisovatelka, blogerka a televizní moderátorka, která k roku 2018 uváděla na stanici ABC odpolední talk show The View. V minulosti působila ve Fox News.
Narodila se do rodiny Cindy McCainové a amerického senátora Johna McCaina, který se v roce 2008 stal republikánským prezidentským kandidátem. Poprvé na sebe mediálně upozornila v roce 2007 blogem McCain Blogette, v němž dokumentovala otcovu prezidentskou kampaň a rozjímala o módě, hudbě a populární kultuře. Roku 2009 začala přispívat na americký zpravodajský web The Daily Beast, věnující se politice a popkultuře, a od roku 2011 se její příspěvky objevovaly na zpravodajském kanálu MSNBC. V roce 2013 se podílela na spuštění soukromé kabelové televize Pivot a od dubna 2014 na ní krátce spolumoderovala diskusní pořad TakePart Live.
V červenci 2015 se stala spolupracovnicí stanice Fox News, kde od další sezóny pravidelně spolumoderovala odpolední talk show Outnumbered. V září 2017 ukončila s touto televizí spolupráci. O měsíc později přešla do mediální sítě ABC, v níž začala uvádět diskusní pořad The View a jako politická analytička působit v programech Good Morning America a This Week na stanici ABC News.

## Životopis

### Rodina a vzdělání
Narodila se roku 1984 v arizonském Phoenixu, kde také vyrostla, jako nejstarší ze čtyř sourozenců druhého manželství vojáka a politika Johna McCaina (1936–2018) s podnikatelkou Cindy Hensley McCainovou. Již v dětství se stala veřejně známou osobou, když se objevila např. na republikánské národní konvenci 1996 v San Diegu. Mladšimi bratry jsou pilot námořnictva John Sidney McCain (nar. 1986) a James McCain (nar. 1988), který sloužil v Iráku a Afghánistánu. Sestru Bridget pak rodiče adoptovali v roce 1991 z dhákského sirotčince Matky Terezy, když se ji po ničivé cyklóně v Bangladéši 1991 rozhodla Cindy McCainová transportovat do Spojených států k léčbě. Osvojení bylo dokočeno roku 1993.
Ve svém rodišti navštěvovala základní školu Phoenix Country Day School a střední dívčí katolickou školu Xavier College Preparatory. V roce 2007 absolvovala bakalářský obor kunsthistorie na Kolumbijské univerzitě.
Původně plánovala kariéru hudební novinářky a začínala na pozici asistentky v pořadech Newsweek a Saturday Night Live.
V červnu 2017 se zasnoubila s konzervativním spisovatelem a komentátorem Benem Domenechem. Sňatek proběhl 21. listopadu téhož roku na rodinném ranči McCainových v arizonské Sedoně.
Podle vyjádření v talk show The View byla vychována v baptismu a stále se k tomuto křesťanskému proudu radikální reformace hlásila. Nepovažovala se za evangelikální křesťanku, ale spíše za protestantku v duchu baptistické tradice.
Na pohřbu Johna McCaina ve washingtonské katedrále svatého Petra a Pavla 1. září 2018 pronesla emotivní smuteční řeč, v níž otcův skon označila za „odchod americké velikosti“. V pasáži chápané jako ostrá kritika Donalda Trumpa, jenž nebyl na rozdíl od prezidentů Clintona, Bushe mladšího a Obamy přítomen, k jeho sloganu 'Udělejme Ameriku znovu skvělou' poznamenala: „Amerika Johna McCaina se nepotřebovala stát znovu skvělou, protože Amerika skvělou vždycky byla.“

### Politické a občanské postoje

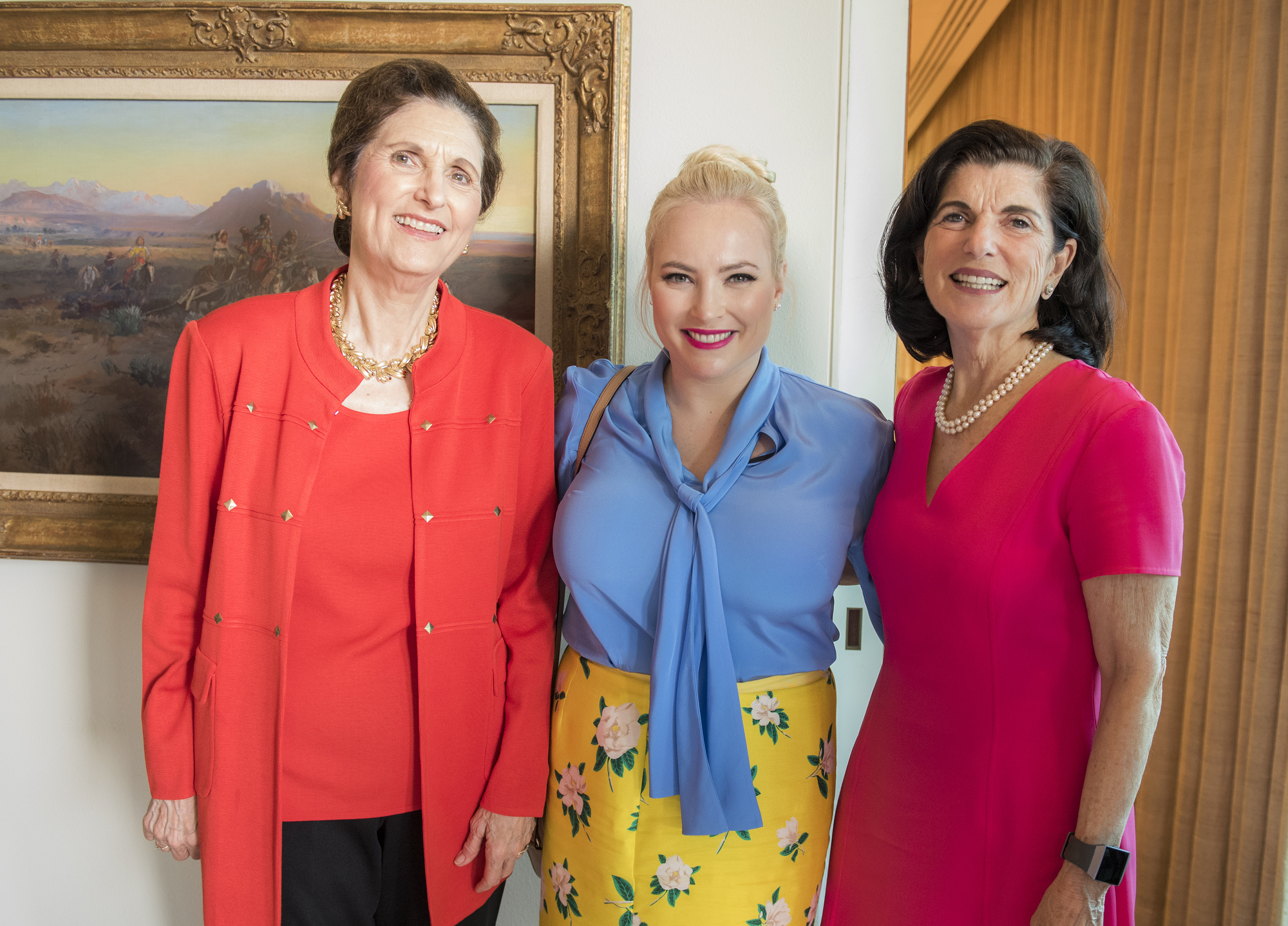
V Prezidentské knihovně Lyndona B. Johnsona v Austinu (zleva doprava): Lynda Johnsonová Robbová, Meghan McCainová a Luci Baines Johnsonová, 2018

Sama sebe charakterizovala jako „ženu, která pohrdá nálepkami, zaškatulkováním a stereotypy.“ Politicky se identifikovala s republikány a „v sociálních záležitostech byla liberálkou“. V osmnácti letech se nejdříve však registrovala za nezávislou voličku a v prezidentskách volbách 2004 volila demokrata Johna Kerryho. S otcem souhlasila v otázce globálního oteplování. Oba podpořili environmentální legislativu i výzkum kmenových buněk. Zprvu měla pochybnosti o invazi do Iráku v roce 2003, ovšem později se v této věci ztotožnila s otcovou silnou podporou Bushovy administrativy. Podpořila Hnutí pro-life v otázce sexuální výchovy a kontroly porodnosti. Námitky vznesla proti arizonskému zákonu z roku 2010, tzv. Arizona SB1070, jenž se zasadil o tvrdý postih ilegální imigrace, zákonu podporovaného jejím otcem. V prezidentských volbách 2016 nevolila ani Hillary Clintonovou ani Donalda Trumpa, namísto toho podpořila nezávislého kandidáta Evana McMullina z Utahu.
Podpořila práva homosexuálů a snahu gay komunity dosáhnout rovnosti shledala za „jednu z nejbližších svému srdci“. Souhlasné stanovisko vyjádřila v otázce stejnopohlavního manželství a adopce homosexuálními páry.
Během kampaně Johna McCaina, jenž získal republikánskou nominaci v prezidentských volbách 2008 proti demokratu Baracku Obamovi, na blogu uvedla, že změnila stranickou registraci k republikánům. Krok označila „za symbol závazku vůči tátovi, znamenající důvěru v jeho schopnost být úspěšným vůdcem země, a v případě zvolení za prezidenta Spojených států, by došlo i k posílení Republikánské strany“. Ačkoli na svém blogu aktivně sháněla podporu mezi voliči Generace Y, měsíc před volebním dnem ji štáb razantně omezil prostor v kampani, když její přítomnost vyhodnotil za „příliš kontroverzní“. V roce 2008 vydala knihu nazvanou My Dad, John McCain. V knize Dirty Sexy Politics pak popsala příhodu, kdy se ve volební den téměř předávkovala Xanaxem.
V prezidentských volbách 2020 volila i přesto, že je členkou Republikánské strany, demokrata Joea Bidena.

## Ceny a nominace
| Rok  | cena                | kategorie | pořad          | výsledek | zdroj  |
| ---- | ------------------- | --- | -------------- | -------- | ------ |
| 2014 | Mediální cena GLAAD | výjimečný díl talk show (jako moderátorka a producentka)                                                                                                   | Raising McCain | nominace | [ 29 ] |
| 2018 | Cena Daytime Emmy   | výjimečný výkon moderátora talk show (spolu s Joy Beharovou, Jedediah Bilovou, Paulou Farisovou, Whoopi Goldbergovou, Sarou Hainesovou a Sunny Hostinovou) | The View       | nominace | [ 30 ] |